# Bidyut Chakrabarty

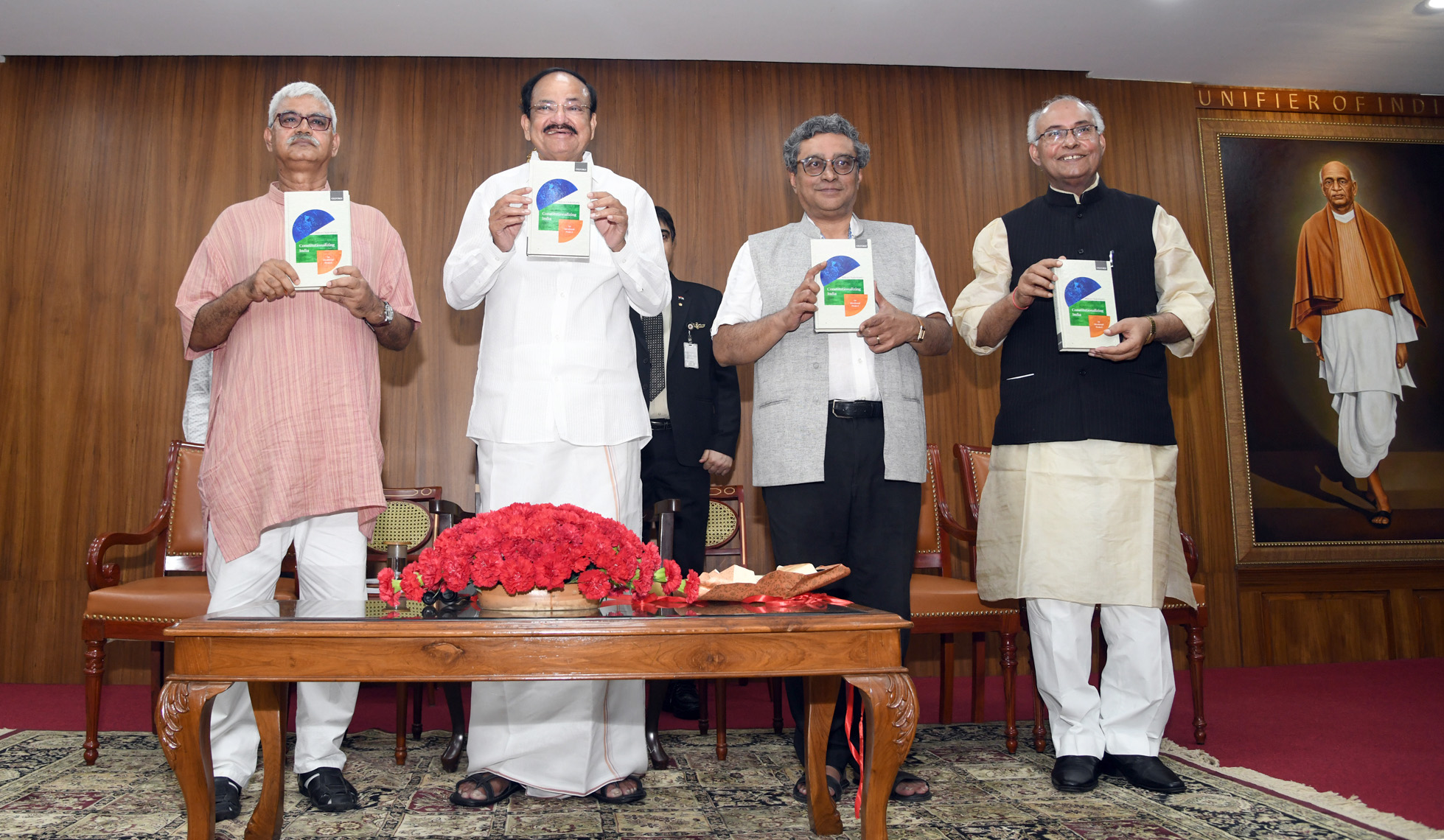
Bidyut Chakrabarty (links) bei der Präsentation seines Buches Constitutionalizing India durch Venkaiah Naidu (2. v. l.) im Jahr 2018

Bidyut Chakrabarty (* 1958) ist ein indischer Politikwissenschaftler.

## Leben
Chakrabarty studierte an der Calcutta University (M.A. 1978) und der London School of Economics (Ph.D. 1985). In London war er wissenschaftlicher Assistent von Thomas Nossiter. 
Von 1985 bis 1986 war Chakrabarty Reader an der Bharati Vidyapeeth University und von 1986 bis 1987 Assistant Professor am Indian Institute of Management in Calcutta. Im Anschluss war er Visiting Professor und Fellow an der University of Iowa in Iowa City. Er wurde dann Reader am Govind Ballabh Pant Social Science Institute in Allahabad und der University of Delhi. Von 1994 bis 1995 war er am Wolfson College der University of Cambridge tätig. 1995 war er Visiting Professor an der University of Hull. 
Von 1998 bis 2018 war Chakrabarty Professor für Politikwissenschaft an der University of Delhi, zwischenzeitlich auch Dekan der sozialwissenschaftlichen Fakultät und Leiter des dortigen Instituts für Politikwissenschaften. Weitere Gastprofessuren führten ihn an die Universität Melbourne, die Nationaluniversität Singapur und die Universität Hamburg. Außerdem war er seit 2008 Ostindien-Projektkoordinator für die Europäische Union. 
Von 2018 bis 2023 war Chakrabarty Vice-Chancellor (Vize-Kanzler) der Visva-Bharati University. Während seiner Amtszeit kam es häufig zu Kontroversen, die teilweise politische Auswirkungen hatten und zu Gerichtsprozessen führten.
Chakrabarty ist Autor zahlreicher Aufsätze und Bücher u. a. zum Maoismus und Indien.

## Schriften (Auswahl)
- The partition of Bengal and Assam. Routledge, London u. a. 2004, ISBN 0-415-32889-6.
- Hrsg. mit Mohit Bhattacharya: Administrative change and innovation. Oxford University Press, Delhi u. a. 2005, ISBN 0-19-567327-1.
- Forging power: coalition politics in India. Oxford University Press, Neu-Delhi 2006, ISBN 0-19-567676-9.
- Indian politics and society since independence. Routledge, London u. a. 2008, ISBN 978-0-415-40868-4.
- Hrsg. mit Mohit Bhattacharya: The Governance discourse: a reader. Oxford University Press, Neu-Delhi 2008, ISBN 978-0-19-569664-6.
- mit Rajat Kumar Kujur: Maoism in India: reincarnation of ultra-left wing extremism in the twenty-first century. Routledge, Abingdon 2010, ISBN 978-0-415-54486-3.
- Constitutionalizing India: an Ideational Project. Oxford University Press, Oxford 2018, ISBN 978-0-19-948762-2.